# Bundesautobahn 113
Bundesautobahn 113 (em português: Auto-estrada Federal 113) ou A 113, é uma auto-estrada na Alemanha.
A Bundesautobahn 113 tem 10 km de comprimento.

## Estados
Estados percorridos por esta auto-estrada:
- Berlin
Brandemburgo